# 阿拉伯人种
阿拉伯人种是十九世紀末與二十世紀初使用的詞彙。現代科學上無此人種劃分。 被認為是一種過時的說法。

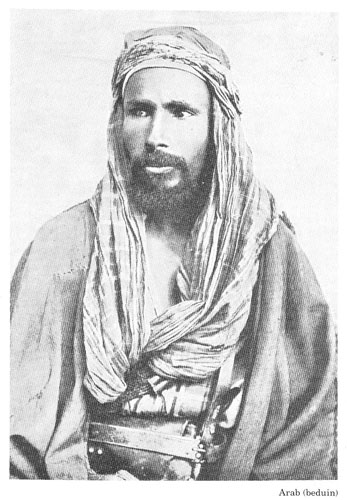
贝都因人，阿拉伯人。

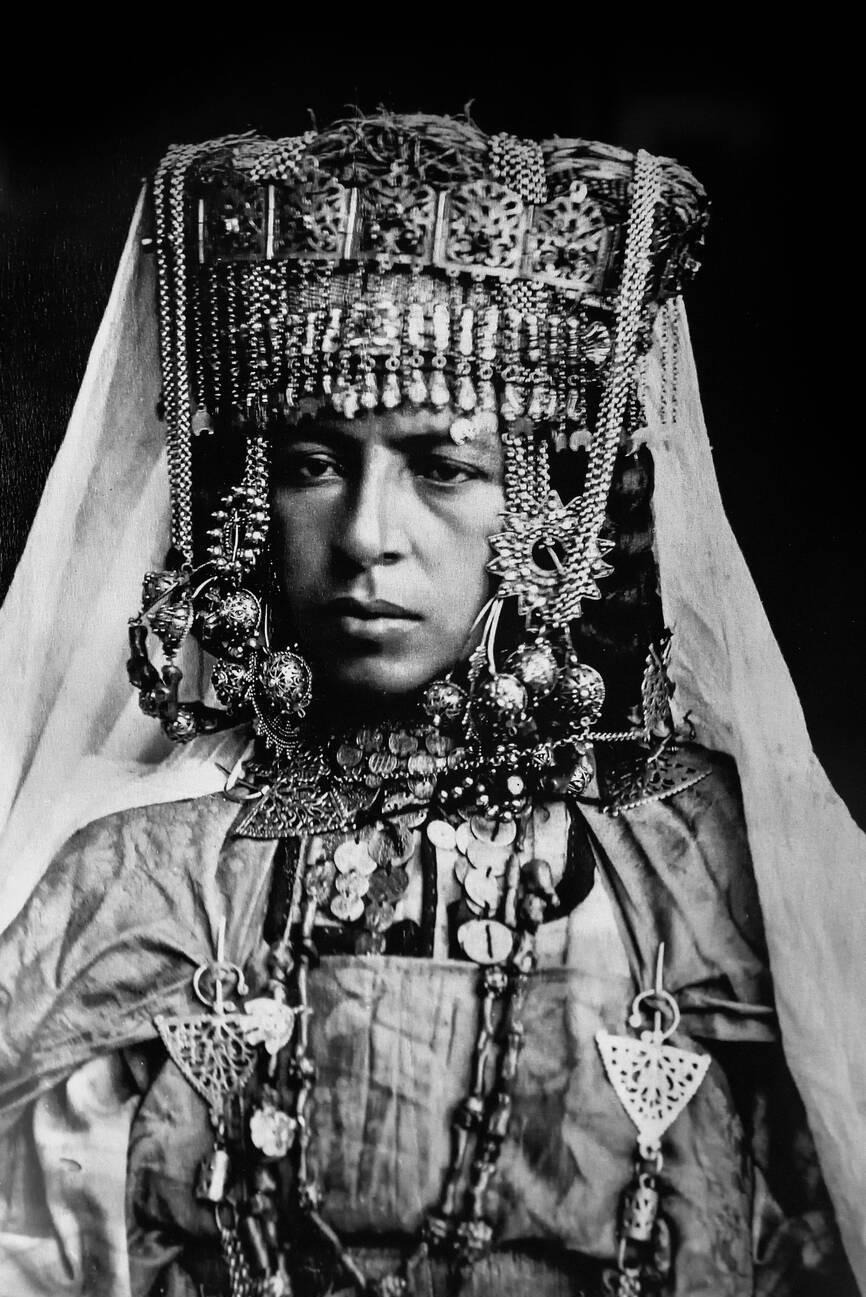
卡比利亚人，阿拉伯人。

## 分布范围
主要涵盖的人群：
- 阿拉伯人（包括沙地阿拉伯、阿联酋、阿曼、巴林、卡塔尔、也门、伊拉克和约旦）
- 以色列人
- 叙利亚人
- 黎巴嫩人
- 撒马利亚人
- 北非阿拉伯人（包括埃及、利比亚、阿尔及利亚、突尼斯和摩洛哥）
- 东非地区部分阿拉伯人
- 部分欧洲犹太人和各地犹太人